# ۲۰ (میلادی)
۲۰ (میلادی) بیستمین سال تقویم میلادی است.

## رویدادها
بر اساس مکان
امپراتوری روم
- پرتور شدن گالبا در امپراتوری روم
- امپراتور تیبریوس مجبور می‌شود دستور تحقیق و محاکمه علنی در سنای روم را به جرم قتل ژرمانیکوس صادر کند. گنائوس کالپورنیوس پیسو از ترس اینکه گناهکار شناخته شود، خودکشی می‌کند.[۱]

## درگذشتگان
- گنائوس کالپورنیوس پیسو، دولتمرد رومی و فرماندار سوریه (متولد 44 قبل از میلاد)[۲]
- ویپسانیا آگریپینا، همسر گایوس آسینیوس گالوس و همسر سابق تیبریوس (متولد 36 قبل از میلاد)
- آمانیتوره، ملکه نوبی، پادشاه پادشاهی کوش مرواه[۳]